# Banekane
Banekane (ou Nenkane) est un village du Cameroun situé dans le département du Ndé et la région de l'Ouest. Il fait partie de la commune de Bangangté.

## Population
Lors du recensement de 2005, la population de Banekane s'élevait à 737 habitants.

## Éducation
Le campus de l'université des Montagnes est construit sur le territoire de Banekane qui est en pleine rénovation.